# Ceylon Dutch
Ceylon Dutch (ndl. Ceylons-Nederlands) ist der englische Name für eine ausgestorben kreolisierte Tochtersprache des Niederländischen, die hauptsächlich zwischen dem 17. und 19. Jahrhundert auf dem damaligen Ceylon gesprochen wurde. Auf diese Sprache wird gelegentlich in der älteren Germanistik verwiesen.

## Geschichte
Zwischen 1658 und 1795 wurden weite Teile Ceylons von der niederländischen Vereinigten Ostindien-Kompanie (ndl. Verenigde Oost-Indische Compagnie, kurz VOC) beherrscht. So ließen sich auch zahlreiche Niederländer auf der Insel nieder. Die niederländische Sprache Ceylons nahm anscheinend auch schnell völlig eigenständige Züge an, die sie von der europäischen Muttersprache entfernten.
1795 wurde Ceylon von Großbritannien erobert und die bestehenden VOC-Niederlassungen (ndl. VOC-Factorijen) durch englische Handelsposten ersetzt. 1801 wurde Englisch Amtssprache auf Ceylon. Viele Niederländer, und mit ihnen zahlreiche Ceylon-Portugiesen, nahmen ab 1840 das Englische als Hauptumgangssprache an. Die Niederländer und Portugiesen wurden von der neuen englischen Verwaltung als Burgher Community bezeichnet und „Burgher“ wurde die neue Bezeichnung für die Ceylon-Niederländer und -Portugiesen, zu denen später auch asiatische Bevölkerungsteile kamen. 
Aber dennoch blieb Niederländisch (in seiner hochsprachlichen sowie kreolisierter Form) lange Zeit auf Ceylon lebendig. So zum Beispiel als Kirchensprache der reformierten Gemeinde in Colombo. 
1897 wurde von zweisprachigen Niederländern die Gesellschaft Het Hollandsch Gezelschapp van Ceylon gegründet. 
1907 wurde von inzwischen rein englischsprachigen Burghern die Gesellschaft Dutch Burgher Union of Ceylon gegründet. Da zu diesem Zeitpunkt nur noch sechs bis acht Menschen auf Ceylon die niederländische Hochsprache sprachen, löste die neue Union die alte holländische Gesellschaft ab. 
Viele Burgher Ceylons verließen in der Folgezeit die Insel und ließen sich in anderen Teilen des englischen Machtbereiches nieder. 
So wurde Ceylon Dutch 1930 als Kirchensprache durch das Englische ersetzt und zwischen 1930 und 1950 hat eine große Anzahl der Burgher Ceylon verlassen. 
In den 1980er Jahren betrug die Zahl der Burgher auf Ceylon ca. 34.000 Menschen.

## Besonderheiten
In der älteren Germanistik-Literatur ist vielfach behauptet worden, dass das Ceylon Dutch zahlreiche Übereinstimmungen mit dem in Afrika beheimateten Afrikaans aufgewiesen habe. Es wurde die These aufgestellt, dass das Ceylon Dutch fast die gleichen Veränderungen wie das Afrikaans (beispielsweise dem Formenabbau im grammatikalischen Bau der Sprache und weitere zahlreiche Vereinfachungen) durchlaufen habe.
Der niederländische Neogräzist und Sprachwissenschaftler Dirk Christiaan Hesseling konnte 1905 diese (zufälligen) Gemeinsamkeiten zwischen Afrikaans und Ceylon Dutch in einer von ihm durchgeführten Studie auch nachweisen. 
Später wurde auch vielfach darauf hingewiesen, dass 1925 ein reformierter Pfarrer, Abraham Jacob de Klerk, aus Kapstadt nach Colombo geholt worden war, weil dieser dort auf seine Muttersprache hatte predigen können. Aber diese Behauptung kann nach heutiger Auffassung in den Bereich der Legenden verwiesen werden, da de Klerk höchstwahrscheinlich auf Englisch predigte.